# Estadio Cincuentenario
El Estadio Polideportivo Cincuentenario es un estadio ubicado en la ciudad de Formosa, Argentina. La pista del recinto está capacitada para el desarrollo deportivo oficial de básquetbol, voleibol, fútbol sala, boxeo, handball. También es utilizado para espectáculos musicales y culturales.

## Instalaciones
Forma parte de un predio que ocupa seis hectáreas ubicada en la intersección de las avenidas Néstor Kirchner y Antártica Argentina, que además comprende un kartódromo, velódromo y un albergue. 
El edificio ocupa una superficie de 12 000 m² y la pista deportiva de parqué, mide 48 metros de largo por 38 de ancho. Además el estadio cuenta, entre otras cosas, con siete cabinas de transmisión con conexión inalámbrica a internet (WI-FI), una sala de trabajo para la prensa y un ascensor para que el traslado hacia es sector sea rápido. Cuatro vestuarios, sala de conferencia de prensa, cafetería, depósitos para elementos deportivos, dos gimnasios, tablero multideportivo electrónico central de cuatro caras bajo techo y otros dos en la cabeceras.

## Eventos

### Deportivos
- Liga Nacional de Básquet (La Unión de Formosa hace de local en el estadio)[3]
- Preolímpico Sudamericano 2008[4]
- Torneo FIBA Américas U18 2008[5]
- Torneo Súper 8 2010
- Liga A1 de Voleibol Argentino (La Unión de Formosa hace de local en el ese estadio
- Amistoso de  Futsal  entre  Argentina y  Paraguay 2014
- Grand Prix de Voleibol 2015
- Exhibición de  los  Harlem Globetrotters 2015
- Campeonato  Internacional de  Paddle 2016
- En septiembre del 2018 fue sede de Argentina Vs Puerto Rico Eliminatorias para la Copa del Mundo de Básquet China 2019

### Musicales
- Musical infantil La Bella y La Bestia sobre hielo, 8 de junio de 2014.
- Recital de No Te Va Gustar(NTVG), 16 de septiembre de 2013.
- Recital de Las Pelotas, 7 de agosto de 2013.

| Predecesor: Gimnasio de la USBI Xalapa 2010-11 | Final de la Liga de las Américas V edición | Sucesor: Coliseo Manuel "Petaca" Iguina Arrecibo 2013 |